# أميليا فالفيردي
أميليا فالفيردي (بالإسبانية: Amelia Valverde Villalobos) هي مدربة كرة قدم ولاعبة كرة قدم كوستاريكية، ولدت في 14 يناير 1987 في سان رامون في كوستاريكا.

## وصلات خارجية
- أميليا فالفيردي على موقع الاتحاد الدولي (مؤرشف)  (الإنجليزية)
- أميليا فالفيردي على موقع الاتحاد الأوربي (الإنجليزية)
- أميليا فالفيردي على موقع قاعدة بيانات كرة القدم.إي يو (الإنجليزية)
- أميليا فالفيردي على موقع عالم كرة القدم.نت (الإنجليزية)